# Kazuki Yamada
Kazuki Yamada (jap. 山田和樹, Yamada Kazuki; * 1979 in der Präfektur Kanagawa, Japan) ist ein japanischer Dirigent und Orchesterleiter.

## Leben
Yamada begann seine musikalische Laufbahn mit Klavierstunden und studierte Dirigieren in Tokio an der Tōkyō Geijutsu Daigaku, der Nationalen Universität der Feinen Künste und der Musik in Tokio. Seine Lehrer dort waren unter anderen Ken’ichirō Kobayashi und Yoko Matsuo. Im Jahre 2001 schloss er sein Studium ab, während dessen er bereits die Yokohama Sinfonietta gegründet hatte, die er bis heute leitet. Danach ging er 2002 zu weiteren Studien an die Internationale Sommerakademie Mozarteum Salzburg unter Gerhard Markson. 2006 dirigierte er das japanische NHK-Sinfonieorchester und in den folgenden Jahren verschiedene japanische Orchester unter anderem auch das Orchesterensemble Kanazawa. In dieser Zeit war er auch Dirigent des Philharmonischen Chors Tokyo. 2009 wurde er im französischen Besançon Gewinner des 51. Internationalen Wettbewerbs für Junge Dirigenten. Im gleichen Jahr dirigierte er auch, in Vertretung für Michel Plasson, das Orchestre de Paris.
Seit 2010 lebt Yamada mit seiner Familie in Berlin. In der Saison 2012/2013 übernahm er den Posten des Principal Guest Conductor des Orchestre de la Suisse Romande.

## Preise und Auszeichnungen
- 2001: Ataka-Preis.
- 2009: Großer Dirigentenpreis des 51. Internationalen Wettbewerbs für Junge Dirigenten in Besançon.
- 2011: Idemitsu Musikpreis.